# 弗雷奈勒孔特
弗雷奈勒孔特（法語：Fresnay-le-Comte，法語發音：[fʁɛnɛ lə kɔ̃t]）是法国厄尔-卢瓦省的一个市镇，位于该省中东部，属于沙特尔区。

## 地理
弗雷奈勒孔特（48°18'7"N, 1°28'36"E）面积8.25 平方千米，位于法国中央-卢瓦尔河谷大区厄尔-卢瓦省，该省份为法国北部内陆省份，北起顺时针与厄尔省、伊夫林省、埃松省、卢瓦雷省、卢瓦-谢尔省、萨尔特省和奧恩省接壤。
与弗雷奈勒孔特接壤的市镇（或旧市镇、城区）包括：达马里、邦塞、梅莱勒维达姆、拉布迪尼耶尔圣卢。
弗雷奈勒孔特的时区为UTC+01:00、UTC+02:00（夏令时）。

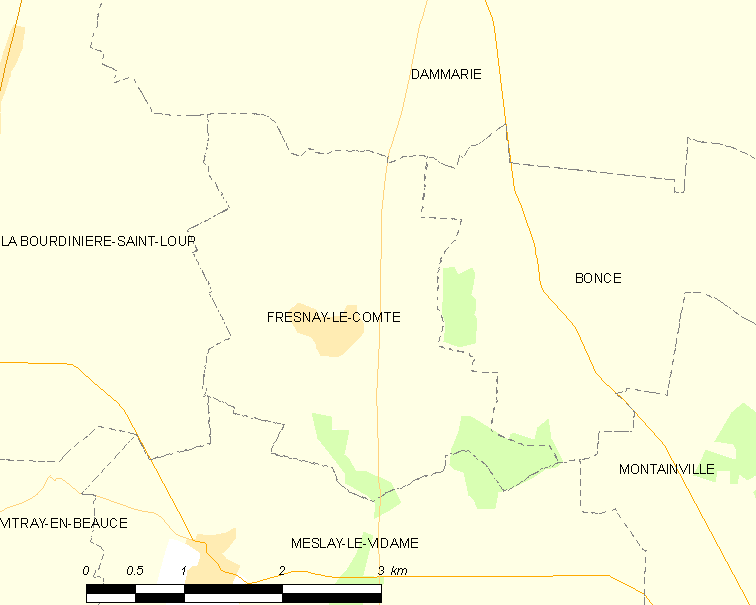
弗雷奈勒孔特的OSM定位图

## 行政
弗雷奈勒孔特的邮政编码为28360，INSEE市镇编码为28162。

## 政治
弗雷奈勒孔特所属的省级选区为沙特尔第二县。

## 交通
厄尔-卢瓦省省道D127线、D137线和D359线等经过境内。

## 人口

1962-2008年间弗雷奈勒孔特人口变化图示

弗雷奈勒孔特于2022年1月1日时的人口数量为286人。